# نقابة المحامين النظاميين (فلسطين)
نقابة المحامين النظاميين الفلسطينيين هي نقابة مهنية غير ربحية، تأسست عام 1997، بموجب القرار رقم 78 لعام 1997 الصادر في مدينة غزة عن رئيس السلطة الوطنية الفلسطينية ياسر عرفات.

## تأسيس النقابة
تأسست نقابة المحامين النظاميين الفلسطينيين عام 1997، وذلك بعد الانفصال عن نقابة المحامين الأردنية والتي تأسست عام 1950 على يد المحامي الفلسطيني عبد اللطيف صلاح.
وكان أول نقيب معين من قبل الرئيس الراحل ياسر عرفات هو المحامي عبد الرحمن أبو النصر وذلك وفق القرار الرئاسي رقم 78 لسنة 1997 الذي يقصي بتشكيل مجلس تأسيسي لنقابة المحامين الفلسطينيين برئاسة المحامي عبد الرحمن أبو النصر وعضوية كل من عدنان أبو ليلى، علي مهنا، علي الناعوق، محمود الملاح، مرسي حجير، حسن العوري، أحمد المغني، زاهي مرمش.

## مهام النقابة
تتولى النقابة مهام عدة أبرزها:
- تنظيم ممارسة مهنة المحاماة النظامية في دولة فلسطين.[7]
- الدفاع عن المحامين مع المحافظة على رسالة مهنة المحاماة.
- تكريس مبدأ سيادة القانون واحترام حقوق الإنسان.
- دعم البحوث في المجال القانوني.

## فروع النقابة
تنتشر مكاتب نقابة المحامين النظاميين على امتداد الضفة الغربية في مراكز المحافظات ويقع مقرها الرئيسي في مدينة البيرة. وتُجرى فيها الانتخابات بشكل دوري.

## النُقباء
- عبد الرحمن أبو النصر (المجلس التأسيسي 1997)
- حاتم عباس (2000-2005)
- أحمد الصياد (2005-2007)
- علي مهنا (2007-2011)
- نبيل مشحور (2011-2012)
- حسين شبانة (2012-2017)
- جواد عبيدات (2017-2021)
- سهيل عاشور (مايو 2022-31 أكتوبر 2023)
- فادي عباس (1 نوفمبر 2023–2025)[8]
- فادي عباس (10 يوليو 2025–لا يزال)